# Ельвірський собор
Ельві́рський собо́р (лат. Concilium Eliberritanum; ісп. Concilio de Elvira) — собор Християнської церкви, що пройшов на початку IV століття у місті Ельвіра, Бетика, Римська імперія. Перший відомий християнський собор на території Піренейського півострова, тогочасній Іспанії. Точна дата невідома; ймовірно відбувся між 300—324 роками. Місце проведення ототожнюють з сучасною Гранадою, або містечком поблизу неї. 

## Історія
Собор пройшов за участі 19 іспанських єпископів, 26 пресвітерів, кліриків і мирян. Ініціатором був кордубський єпископ Гозій, а головуючим —  акциський єпископ Фелікс. Прийнято 81 правило дисциплінарного характеру, що стосувалися питань відлучення від церкви і причастя, ідолопоклонства і ворожбитства, шлюбу і сексуального життя, відносин християн з юдеями та язичниками тощо. Зокрема, одним із перших в історії Церкви постановив необхідність целібату духовенства (правило 33); засвідчив існування інституту жіночого чернецтва (правило 13); заборонив вшанування зображень у храмах (правило 36). Правила були підписані лише єпископами. Важливе джерело з історії іспанської церкви ранніх віків, коли християни жили в переважаючому язичницькому оточенні.

## Датування
Точна дата проведення собору невідома, вважається, що він не міг проходити в період гонінь 305-306 років і відбувся або до них, або після, але не пізніше 316 року (час смерті одного з учасників собору). Найбільш вірогідною датою собору називають 15 травня 313 року.

## Постанови
Учасниками собору були 19 єпископів (переважно південноіспанських), 24 пресвітери, а також диякони і миряни. Головував на соборі Фелікс, єпископ Акцису (сучасний Гуадіс). Собор склав 81 правило щодо церковного і морального благочестя. У більшості випадків накладається відлучення або публічне покаяння (за розбій, хабарництво, неправдиве свідчення, клятвопорушення, вбивство, насилля). Пом'якшення допускаються тільки для тяжкохворих і для жінок. З постанов собору можна зробити висновок, що стан моральності в Іспанії був досить невисокий, і навіть у вищих шарах суспільства панувало змішання християнства з язичництвом. Особливо суворі постанови собору щодо морального життя кліриків. Так, єпископів,  пресвітерів і дияконів, які вступили у шлюб (тобто порушили целібат, встановлений 18-м правилом собору для всіх кліриків, включаючи іподияконів) пропонується назавжди відлучати від церковного спілкування і навіть на смертному одрі не давати їм прощення.
Також у правилах Ельвірського собору вперше офіційно було вжито термін «анафема».